# Џон Биглер
Џон Биглер (енгл. John Bigler; Карлајл, 8. јануар 1805 — Сакраменто, 29. новембар 1871) био је амерички правник, политичар и дипломата. Као члан Демократске партије, служио је као трећи гувернер Калифорније од 1852. до 1856, те био први гувернер Калифорније који је одслужио цео свој мандат, као и први који је освојио други мандат. Његов млађи брат, Вилијам Биглер, изабран је за гувернера Пенсилваније у истом периоду. Џона Биглера је председник Џејмс Бјукенен поставио за америчког амбасадора у Чилеу од 1857. до 1861.